# Ігнатьєв Микола Павлович
Ігнатьєв Микола Павлович (нар. 17 (29) січня 1832, Санкт-Петербург, Російська імперія — 20 червня (3 липня) 1908, c. Круподеренці, Київська губернія, Російська імперія) — граф, російський генерал від інфантерії (з 1878 року). Син П. М. Ігнатьєва.

## Життєпис

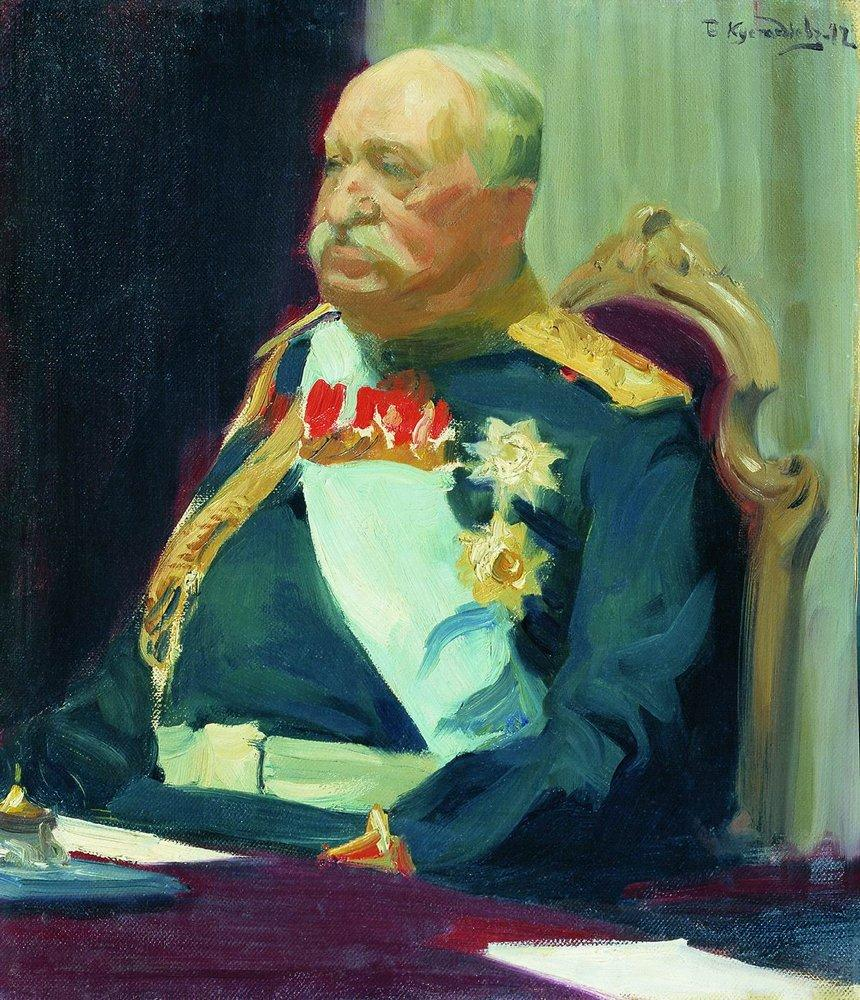
Портрет Миколи Ігнатьєва роботи Бориса Кустодієва, 1902 рік

У 1864—1877 посол у Константинополі. Учасник підготовки Сан-Стефанського мирного договору 1878. В 1881—1882 міністр внутрішніх справ. Міністерством Ігнатьєва 3 травня 1882 року були видані тимчасові правила про євреїв, незабаром після того, як єврейські погроми, що розпочалися в Єлисаветграді 15 квітня 1881 року, охопили сім губерній. З 1884 року Ігнатьєв президент товариства для сприяння російській промисловості і торгівлі, з 1888 року — президент слов'янського благодійного товариства.
Син Миколая Ігнатьєва — Володимир загинув у 26 річному віці у Цусімському бою. Інші сини — Павло та Олексій були київськими губернаторами.
Павло служив як останній міністр освіти за правління Миколи II. Його онук Георгій Павлович (Джордж) Ігнатьєв став канадським дипломатом, і його правнук Майкл Ігнатьєв — канадський політик.